# Ave aquática

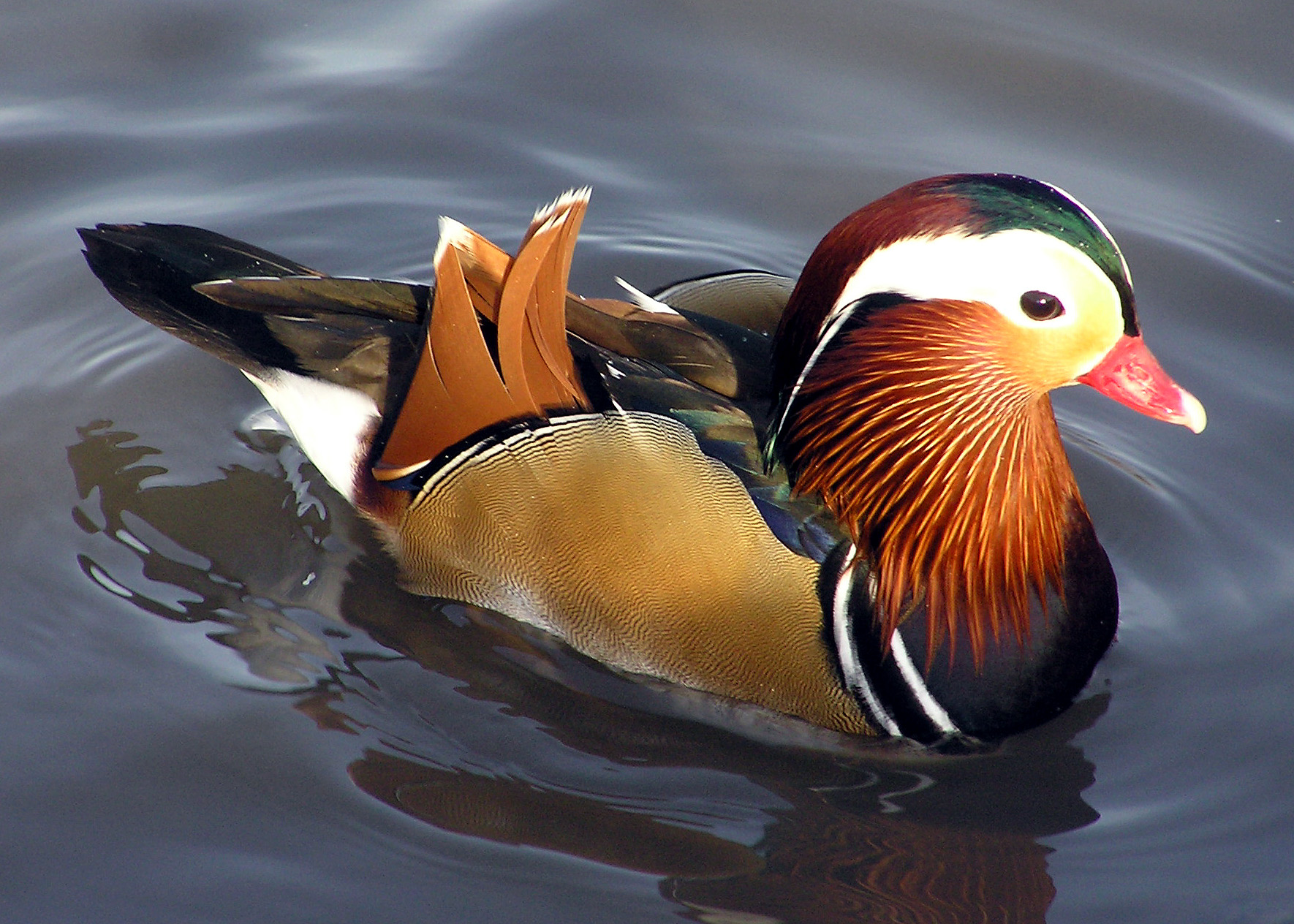
pato-mandarim

Ave aquática é a designação dada às aves que pertencem a espécies cujo habitat está, preferencialmente, restrito a zonas húmidas ou a massas de água. O nome é em geral apenas aplicado às aves que habitam massas de águas doce ou salobra, incluindo sapais, lagunas e outras água costeiras restritas, sendo em geral utilizada a expressão ave marinha para designar aquelas que preferem o mar aberto.

## Conceito
A classificação não é inequívoca, já que entre as aves aquáticas são incluídas espécies com diferente grau de dependência em relação aos habitats aquáticos, indo desde espécies que toleram bem a ausência de água até espécies estritamente dependentes da existência de águas profundas e extensas.
As aves aquáticas são em geral caracterizadas pela presença de adaptações anatómicas ao ambiente aquático, tais como a patas com membrana interdigital (barbatana), pernas alongadas, asas adaptadas à natação, bicos longos ou em forma de espátula adaptados à alimentação na água, e a capacidade de mergulhar e nadar sob a água por períodos mais ou menos longos. Por outro lado, ao não apresentarem esse tipo de adaptações anatómicas, apesar de dependerem estritamente de habitats aquáticos, as águias-pesqueiras e as espécies de águias do género Haliaeetus não são em geral incluídas entre as aves aquáticas.
Por vezes a designação ave aquática é utilizada num contexto mais alargado, referindo todas as aves, qualquer que seja a sua anatomia, que habitam as zonas húmidas ou massas de água doce ou salobra, ou que dependem das cadeias tróficas nelas assentes pelo menos durante uma parte do seu ciclo anual. A designação é usada nesta última acepção no Acordo para a Conservação das Aves Aquáticas Migratórias Afro-Euroasiáticas (AEWA).
Alguns exemplos de aves aquáticas são:
- Charadriiformes
- Anseriformes (patos, gansos, cisnes e aves similares)
- Podicipediformes
- Gaviiformes
- Ciconiiformes (cegonhas, garças e similares)
- Pelecaniformes (pelicanos)
- Phoenicopteriformes